# Charles Stross
Charles David George “Charlie” Stross (Leeds, 18. listopada 1964.) dio je nove generacije britanskih pisaca znanstvene fantastike koji su se specijalizirali za “tvrdu” znanstvenu fantastiku, no čiji radovi ujedno zadiru u područje lovecraftovskog horora i fantastike.

## Životopis
Stross objavljuje od 1987. godine. Njegov je talent brzo prepoznat – njegov prvi roman, Singularity Sky, bio je nominiran za nagradu Hugo. Njegova su ostala djela također nominirana za niz nagrada, uključujući memorijalnu nagradu John W. Campbell, nagrade Arthur C. Clarke i Hugo te japansku nagradu Seiun. Osim kratkih priča i samostalnih romana, Stoss je autor i nekoliko serijala: Saturn’s Children, Eschaton, Laundry, Halting State i Merchant Princes.
Osim fikcije, Stross je pisao tekstove o tehnologiji (primjerice za časopis Computer Shopper), radio je kao samostalni novinar, programer, pa čak i kao ljekarnik – s obzirom na to da ima diplome iz farmakologije i informatike.

## Nagrade
- 2005. Nagrada Hugo za pripovijetku The Concrete Jungle
- 2006. Nagrada Locus za najbolji ZF roman Accelerando
- 2007. Nagrada Prometheus za najbolji roman Glasshouse
- 2007. Nagrada Locus za pripovijetku Missile Gap
- 2007. Nagrada Sidewise za alternativnu povijest za Merchant Princes, vol. 1-3
- 2008. Memorijalna nagrada Edward E. Smith
- 2010. Nagrada Hugo za pripovijetku Palimpsest

### Romani
- The Apocalypse Codex (2012.)
- Rule 34 (2011.)
- Scratch Monkey (1993./2011.)
- Accelerando (2005.)
- Glasshouse (2006.)
- Serija Saturn’s Children: Saturn’s Children (2008.)
- Serija Eschaton: Singularity Sky (2003.), Iron Sunrise (2004.)
- Serija ''Laundry: The Atrocity Archives (2004.), The Jennifer Morgue (2006.), Down on the Farm (2008.), Overtime (2009.), The Fuller Memorandum (2010.)
- Serija Halting State: Halting State (2007.), Rule 34 (2011.)
- Serija Merchant Princes: The Family Trade (2004.), The Hidden Family (2005.), The Clan Corporate (2006.), The Merchants’ War (2007.), The Revolution Business (2009.), The Trade of Queens (2010.)

### Zbirke priča
- Toast: And Other Rusted Futures (2002.)
- Wireless (2009.)

### Ostalo
- The Web Architect’s Handbook (1996.)